# All Night (Steve Aoki e Lauren Jauregui)
All Night è un singolo del DJ statunitense Steve Aoki e della cantante statunitense Lauren Jauregui, pubblicato il 17 novembre 2017.

## Tracce
1. All Night – 3:25